# Касањ (Лот)
Касањ (фр. Cassagnes) насеље је и општина у јужној Француској у региону Миди Пирене, у департману Лот која припада префектури Каор.
По подацима из 2011. године у општини је живело 204 становника, а густина насељености је износила 17,56 становника/km². Општина се простире на површини од 11,62 km². Налази се на средњој надморској висини од 115 метара (максималној 300 m, а минималној 148 m).

## Демографија
| 1962. | 1968. | 1975. | 1982. | 1990. | 1999. | 2011. |
| ----- | ----- | ----- | ----- | ----- | ----- | ----- |
| 201   | 234   | 260   | 195   | 212   | 192   | 204   |

График промене броја становника у току последњих година